# Earlington
Earlington és una població dels Estats Units a l'estat de Kentucky. Segons el cens del 2000 tenia 1.649 habitants.

## Demografia
Segons el cens del 2000, Earlington tenia 1.649 habitants, 681 habitatges, i 439 famílies. La densitat de població era de 190,6 habitants/km².
Dels 681 habitatges en un 29,7% hi vivien nens de menys de 18 anys, en un 41,7% hi vivien parelles casades, en un 18,8% dones solteres, i en un 35,5% no eren unitats familiars. En el 31,6% dels habitatges hi vivien persones soles el 17,6% de les quals corresponia a persones de 65 anys o més que vivien soles. El nombre mitjà de persones vivint en cada habitatge era de 2,42 i el nombre mitjà de persones que vivien en cada família era de 3,03.
Per edats la població es repartia de la següent manera: un 26,1% tenia menys de 18 anys, un 10% entre 18 i 24, un 25,3% entre 25 i 44, un 21,5% de 45 a 60 i un 17,2% 65 anys o més.
L'edat mediana era de 37 anys. Per cada 100 dones de 18 o més anys hi havia 74,9 homes.
La renda mediana per habitatge era de 21.696 $ i la renda mediana per família de 24.167 $. Els homes tenien una renda mediana de 27.344 $ mentre que les dones 20.341 $. La renda per capita de la població era de 12.088 $. Entorn del 25,7% de les famílies i el 30,1% de la població estaven per davall del llindar de pobresa.

## Poblacions més properes
El següent diagrama mostra les poblacions més properes.